# Христина Радзивілл
Христина Радзивілл (*11 серпня 1560 —28 лютого 1580) — магнатка Великого князівства Литовського в Речі Посполитій.

## Життєпис
Походила з литовського магнатського роду Радзивіллів, гілки Несвізько-Олицької. Молодша донька Миколая IV Радзивілла, великого канцелар литовського. Народилася 1560 року. Виховувалася у кальвіністському дусі. 29 грудня 1577 року у Варшаві стала дружиною підканцлера великого коронного Яна Замойського. Невдовзі перейшла з кальвінізму до католицтва. 1580 року народила доньку, але сама невдовзі померла, ймовірно від пологової інфекції. Донька Гальшка також померла дитиною.